# Italva
Italva é um município do estado do Rio de Janeiro, no Brasil. Localizado a 36 metros de altitude, conta com uma de população de 14 063 habitantes (2010). É considerada a "Cidade do Quibe" por ter sido, em parte, colonizada por imigrantes sírio-libaneses que trouxeram sua cultura para a cidade, principalmente a culinária.

## Topônimo
"Italva" é uma junção da palavra tupi itá, "pedra", com a palavra portuguesa "alva". Significa, portanto, "pedra branca", numa referência à abundância de calcário em seu subsolo.

## História
Primitivamente, a região era habitada por índios puris e goitacazes. No século XIX, passou a ser ocupada por latifundiários. Por volta de 1850, não havia vilas nem povoados na região. O acesso à mesma era feito pelo Rio Muriaé.
Em 1873, foi criado o distrito de Santo Antônio das Cachoeiras de Muriaé, em alusão às cachoeiras da região, pela Lei Provincial 1 937, de 6 de novembro de 1873 e deliberação estaduais de 25 de outubro de 1890 e de 10 de agosto de 1891, bem como pelos decretos estaduais 1, de 8 de maio de 1892 e 1-A, de 3 de junho de 1892, subordinado ao município de Campos dos Goytacazes. O nome do distrito, em 1911, passou a ser Cachoeiras. Posteriormente, assumiu a denominação de Monção, seguida de Puris até 9 de outubro de 1944, quando passou a chamar-se Italva.
O distrito foi elevado à categoria de município com a denominação de Italva pela Lei Estadual 999, de 1986, desmembrado de Campos dos Goytacazes.